# Ваганов, Александр Васильевич
Алекса́ндр Васи́льевич Вага́нов (8 [21] декабря 1914, Кишкино, Оренбургская губерния — 20 мая 1974, Кропоткин, Краснодарский край) — советский военнослужащий, гвардии майор, Герой Советского Союза. После войны работал заместителем управляющего по торговле Кавказского районного отделения «Сельхозтехника».

## Биография
Александр Ваганов родился 8 (21) декабря 1914 года в крестьянской семье в деревне Кишкино Чумлякской волости Челябинского уезда Оренбургской губернии. Указом Президиума Верховного Совета РСФСР от 5 июня 1964 года деревня Кишкино переименована в деревню Советскую Чумлякского сельсовета Щучанского района Курганской области, ныне деревня входит в Щучанский муниципальный округ той же области. Русский.
В 1930 году окончил Чумлякскую школу-семилетку и начал работать шофёром.
В 1933 году переехал в Зерноград (ныне Ростовская область). С 1933 по 1936 годы работал в учебно-опытном зерносовхозе № 2 города Зернограда.
В 1936 году был призван в ряды Красной Армии. После окончания полковой школы механиков-водителей танков служил на Дальнем Востоке. Окончил курсы младших лейтенантов и Курсы усовершенствования командного состава. Командир танка, затем — танкового взвода отдельного танкового батальона на Дальнем Востоке.
В 1940 году вступил в ВКП(б), в 1952 году партия переименована в КПСС.

### На фронте
С марта 1943 года — участник Великой Отечественной войны. Призван Зерноградским РВК. Воевал в составе 68-го гвардейского танкового полка 8-го гвардейского танкового корпуса на Брянском, Воронежском, 1-м Украинском и 1-м Белорусском фронтах. Участвовал в Курской битве, воевал на танке Т-34 на берегах Днепра, Западного Буга, Сана, Вислы, Одера. Легко ранен 12 августа 1943 года и 25 марта 1944 года, ранен в руку 17 января 1945 года.
16 января 1945 года в районе города Нове-Място (Польша) командиру танковой роты 68-го гвардейского танкового полка 20-й гвардейской механизированной бригады 8-го гвардейского механизированного корпуса 1-й гвардейской танковой армии 1-го Белорусского фронта гвардии капитану А. В. Ваганову была поставлена задача организовать рейд по тылам противника и перерезать пути его отступления. Танковая рота успешно переправилась через реку Пилица по отбитой у противника переправе, и выйдя во фланг немецкой обороны, отрезала пути отступления. В результате было захвачено до 200 автомашин с боеприпасами, выведено из строя 3 штурмовых и 9 полевых орудий. Гвардейцами было взято в плен до двухсот солдат и офицеров противника.
За этот бой указом Президиума Верховного Совета СССР от 31 мая 1945 года гвардии капитану Александру Васильевичу Ваганову присвоено звание Героя Советского Союза с вручением ордена Ленина и медали «Золотая Звезда» (№ 4579).

### В послевоенные годы
В 1945 году ушёл в запас по состоянию здоровья в звании майора. Жил в городе Зернограде Ростовской области, где работал заместителем директора по административно-хозяйственной части Азово-Черноморского института механизации сельского хозяйства. Принимал активное участие в работе ветеранской организации города.
С 15 июня 1949 года жил в городе Кропоткине Краснодарского края. Работал управляющим Кропоткинского межрайотделения, директором Кропоткинского межрайонного магазина Главторгмаша и заместителем управляющего по торговле Кавказского районного отделения «Сельхозтехника». Принимал активное участие в работе ветеранской организации города.
Был депутатом Кропоткинского городского совета депутатов трудящихся с 1950 года.
Александр Васильевич Ваганов умер 20 мая 1974 года в городе Кропоткин Краснодарского края.
Похоронен на кладбище города Кропоткина Краснодарского края, ныне город — административный центр Кавказского района того же края.

## Награды
- Героя Советского Союза, 31 мая 1945 года[5]
  - Орден Ленина
  - Медаль «Золотая Звезда» № 4579
- Орден Красного Знамени, дважды: 27 июля 1943 года[6], 8 сентября 1944 года[7]
- Орден Александра Невского, 23 августа 1944 года[8]
- Орден Отечественной войны II степени, 21 февраля 1944 года[9]
- Орден Красной Звезды, 14 сентября 1943 года[10]
- Медали, в том числе
  - Медаль «За победу над Германией в Великой Отечественной войне 1941—1945 гг.», 21 августа 1945 года[11]

## Память
- Дом, в котором жил Герой Советского Союза А. В. Ваганов — памятник истории регионального значения;  Краснодарский край, город Кропоткин, ул. 8 марта, 4  — 45°25′44″ с. ш. 40°34′37″ в. д.HGЯO[12]
- Могила А. В. Ваганова — памятник истории регионального значения[13].
- Его имя упомянуто на памятнике Героям Советского Союза в парке 30-летия Победы города Кропоткин. 8 мая 2000 года состоялось торжественное открытие памятника, расположенного в начале подъема к мемориальному комплексу в парке 30 лет Победы, напротив лестничного спуска от Вечного огня — 45°26′38″ с. ш. 40°34′01″ в. д.HGЯO[14].
- Мемориальная доска, установлена в вестибюле Азово-Черноморского инженерного института. Надпись: «Мемориальная доска сооружена в мае 2001 г. в честь отважного танкиста, проректора Азово-Черноморского института механизации сельского хозяйства Героя Советского Союза Ваганова Александра Васильевича»[15].
- Мемориальная доска, установлена в 2015 году в рамках масштабного проекта Российского военно-исторического общества при поддержке Правительства Курганской области. МКОУ «Чумлякская средняя общеобразовательная школа» Щучанского района; ныне Чумлякская средняя общеобразовательная школа — филиал МКОУ «СОШ № 4» г. Щучье; Курганская область, Щучанский муниципальный округ, село Чумляк, ул. Механизаторов, 22 — 55°18′26″ с. ш. 62°41′24″ в. д.HGЯO

## Семья
Жена М. Т. Авраменко, дочь Жанна (род. 1940), дочь Галина (род. 1947)